# 聖大致命女ワルワラ (戦列艦)
聖大致命女ワルワラ、スヴャターヤ・ヴェリコムーチェニツァ・ヴァルヴァーラ（ロシア語:Святая Великомученица Варвараスヴィターヤ・ヴィリカムーチェニツァ・ヴァルヴァーラ）は、ロシア帝国の三等戦列艦（линейный корабль 3 ранга）である。艦名は正教会の聖人である「イリオポリの聖大致命女ワルワラ」を讃えたもの。

## 概要
聖大致命女ワルワラは、1743年5月3日、サンクトペテルブルクの海軍工廠で起工した。設計は、A・シュテルラントによるものであった。1745年5月26日に進水し、バルト艦隊に編入された。
艦は、2層の武装甲板を有していた。武装は6 ポンドから24 ポンドの艦砲を66 門、搭載していた。
竣工間もない1745年8月には、大北方戦争の戦勝記念日の祭典のため、冬宮とアレクサンドル・ネフスキー大修道院近くのネヴァ川に停泊した。1746年7月から8月にかけて、艦隊とともにフィンランド湾にて演習航海を行った。そのうち、7月22日から7月23日にかけては、レーヴェリにおける公開演習に参加した。1747年と1748年、そして1750年には、連合艦隊に所属してバルト海での演習航海を行い、ゴットランド島まで遠征した。1755年には、不足していた木材を供出するためクロンシュタットにて解体された。

## 艦長
| 代 | 氏名                         | 在任期間 | 出身校・期 | 前職 | 後職 | 備考 |
| -- | ---------------------------- | -------- | ---------- | ---- | ---- | ---- |
| 1  | V・A・リムスキー＝コルサコフ | 1745/    |            |      |      |      |
| 2  | G・ケーイゼル                | 1746/    |            |      |      |      |
| 3  | D・ケネジ                    | 1747/    |            |      |      |      |
| 4  | V・A・リムスキー＝コルサコフ | 1748/    |            |      |      |      |
| 5  | D・ケネジ                    | 1750/    |            |      |      |      |